# Abu Faris Abdallah
Abu Faris Abdallah ben Ahmad al-Mansur ben Muhammad Shaikh al-Mahdi (arabisch أبو فارس عبد الله, DMG Abū Fāris ʿAbd Allāh), mit dem Beinamen al-Wathiq bi-llah / الواثق بالله / al-Wāṯiq bi-llāh († August 1609 in Fès), war ein aus der Dynastie der Saadier stammender Sultan von Marokko.

## Leben
Abu Faris Abdallah war ein Sohn des marokkanischen Sultans Ahmad al-Mansur und einer von diesem freigelassenen Sklavin. Vor al-Mansurs Tod rebellierte dessen ältester Sohn, Muhammad al-Shaikh al-Ma’mun, der auch mütterlicherseits ein Bruder von Abu Faris Abdallah war, gegen seinen Vater, wurde von diesem aber besiegt und gefangen gesetzt. Am 25. August 1603 starb al-Mansur, und Abu Faris Abdallah, der damals Statthalter von Marrakesch war, wurde ebendort am 5. September 1603 zum Sultan erhoben. Ein dritter Sohn al-Mansurs, Zaidan abu Maali, war schon wenige Tage zuvor in Fès zum neuen Herrscher Marokkos ausgerufen worden. Die ʿUlamā' von Fès hatten sich für Zaidan ausgesprochen und ihren Entschluss in einer Fatwa dadurch begründet, dass die Erhebung von Abu Faris Abdallah nicht rechtens gewesen sei, da dieser der Sohn einer Sklavin war und damit nicht ebenbürtige Thronansprüche wie Zaidan besäße, dessen Mutter eine Freie war. Außerdem sei Zaidan zuerst zum legitimen Sultan ausgerufen worden. Abu Faris Abdallah führte daraufhin einen Krieg gegen seinen Halbbruder um die Herrschaft über Marokko.
Da der immer noch internierte Muhammad al-Shaikh große Popularität beim Heer besaß, ließ sich Abu Faris Abdallah überzeugen, ihn zu begnadigen und zum Kommandeur eines zum Kampf gegen Zaidan rekrutierten Militärkontingents zu ernennen. 1604 traf Muhammad al-Shaikh an der Spitze seiner Truppen beim Ufer der Umm al-Rabīʿa auf die Armee Zaidans, doch wechselten etwa die Hälfte von dessen Soldaten die Seite. Daher verlor Zaidan die militärische Auseinandersetzung, musste fliehen und fand in Wadjda bei den Türken Zuflucht. Muhammad al-Shaikh wurde von den Soldaten Zaidans als Sultan anerkannt und konnte für einige Zeit über den Norden Marokkos regieren. Denjenigen Teil des Heers, den er von Abu Faris Abdallah übergeben bekommen hatte, schickte er zu diesem zurück. Außerdem sandte er den Mufti und den Kadi von Fès, welche die Proklamation Zaidans zum Sultan betrieben hatten, als Gefangene ebenfalls zu seinem Bruder. Diesem missfiel die nunmehrige Ausrufung von Muhammad al-Shaikh zum Herrscher, doch konnte er dagegen zunächst nichts weiter unternehmen. Er vergab dem ihm übersandten Kadi von Fès, beschenkte ihn sogar und erlaubte ihm die Rückkehr nach Fès. Den Mufti hatte unterwegs der Tod ereilt.
1606 kam es zwischen den beiden Brüdern zu einer militärischen Auseinandersetzung, die bei Aklim oder nach anderen Quellen bei Mars al-Ramād stattfand. Abu Faris Abdallah verlor die Schlacht und floh nach Sus. Da die Soldaten von Muhammad al-Shaikh aber nach dessen Sieg das Land verheerten, rebellierten die Einwohner und anerkannten den zurückgekehrten Zaidan als Sultan. Nun versöhnten sich Abu Faris Abdallah und Muhammad al-Shaikh und zogen sich zuerst nach Fès und später nach Ksar-el-Kebir zurück. Auf Anweisung Zaidans nahm der türkische Kaid Mustafa Pasha die Verfolgung der beiden Brüder auf. 1608 begab sich Muhammad al-Shaikh nach Spanien, um die Unterstützung König Philipps III. zu erlangen. Er ließ seinen Sohn Abdallah in Marokko zurück, denn dieser sollte gemeinsam mit Abu Faris von Taza aus weiter gegen Zaidan kämpfen. Abu Faris Abdallah und sein Neffe sicherten sich die Militärhilfe der Berber und trugen nahe Fès gegen Mustafa Pasha ein Gefecht aus, in dem Letzterer fiel. In der Folge fiel den Siegern im Juli 1609 auch Fès in die Hände.
Als der Kaid der Sheraka kurz darauf plante, Abu Faris Abdallah zu Ungunsten von Muhammad al-Shaikh zum Sultan Marokkos zu proklamieren, erfuhr der Neffe von Abu Faris von dieser Absicht und versuchte die entsprechenden Pläne zu vereiteln. Daher begab sich Abdallah ben Muhammad al-Shaikh gemeinsam mit seinem Kaid Hasan Abu Dubaira des Nachts zu Abu Faris Abdallah, schickte die anwesenden Frauen aus dem Zimmer und erdrosselte seinen Onkel trotz dessen heftiger Gegenwehr. So starb Abu Faris Abdallah, der zu Beginn seiner Herrschaft eine Moschee und eine Bücherei in Marrakesch beim Grab des heiligen Abu al-Abbas as-Sabti hatte errichten lassen, im August 1609 an den Folgen des Anschlags seines Neffen.